# Paulo Queiroz Marques
Paulo Queiroz Marques (Itaberá, 4 de fevereiro de 1921 – São Paulo, 2 de junho de 2016), à época de seu falecimento, era o farmacêutico mais velho do Brasil ainda em atividade. Formou-se em farmácia pela USP em 1944. Fundou, em 1963, a Drogamérica Pharmacia de Manipulação, em São Paulo, no bairro de Higienópolis, na Rua Itacolomi, mantida sempre com mobiliário e decoração da época de sua fundação.
Paulo Queiroz Marques foi um defensor da farmácia magistral, havendo devotado sua vida à preservação da memória da farmácia brasileira.
Em 2002, descreveu no Formularium - Compêndio de Fórmulas Magistrais, formulário médico-farmacêutico, a evolução das ciências farmacêuticas e a história dos formulários, desde o papiro de Ébers, no antigo Egito, e o início da profissão farmacêutica no Brasil, desde o tempo dos cirurgiões-barbeiros.
Em 2014, a ANFARMAG — Associação Nacional de Farmacêuticos Magistrais —, criou o Prêmio Paulo Queiroz Marques destinado a premiar parlamentares, autoridades, personalidades e profissionais do segmento que dedicam-se a ações que promovem a defesa, o desenvolvimento e o fortalecimento da farmácia magistral no Brasil. Paulo Queiroz Marques foi fundador e primeiro presidente da entidade, criada em 18 de abril de 1986.